# Vällingbystråket
Vällingbystråket är ett promenadstråk och en vandringsled i Stockholms kommun med en total längd på cirka 16 km. Stråket är ett av 19 Gångstråk Stockholm och sträcker sig från Vällingby centrum genom bland annat Kyrksjölötens naturreservat, förbi Åkeshovs slott och Lillsjön, längs med Ulvsundasjöns södra sida, över Tranebergsbron, genom delar av Fredhällsparken, längs med Norr Mälarstrands strandpromenad, förbi Stockholms stadshus för att sluta på Stortorget i Gamla stan. 
Vällingbystråket ansluter till tunnelbanans Gröna linjen och ger bland annat en representativ bild över Stockholms bostadsbebyggelse under 1900-talet, vida vyer samt intressanta naturupplevelser. Stockholms stad har givit varje stråk ett passande motto. För Vällingbystråket lyder det: Från 1950-talets stadsdelsvision till nationalromantiskt stadshus.

## Sträckning

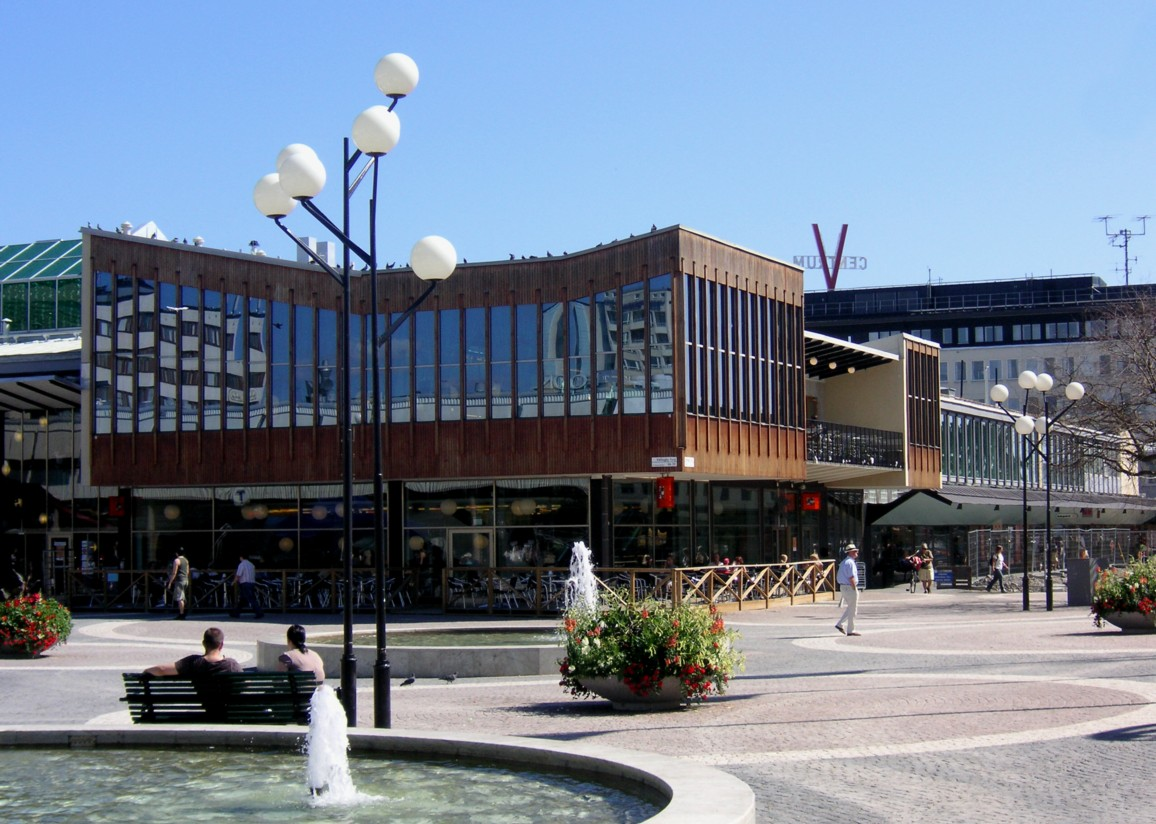
Start: Vällingby Centrum.

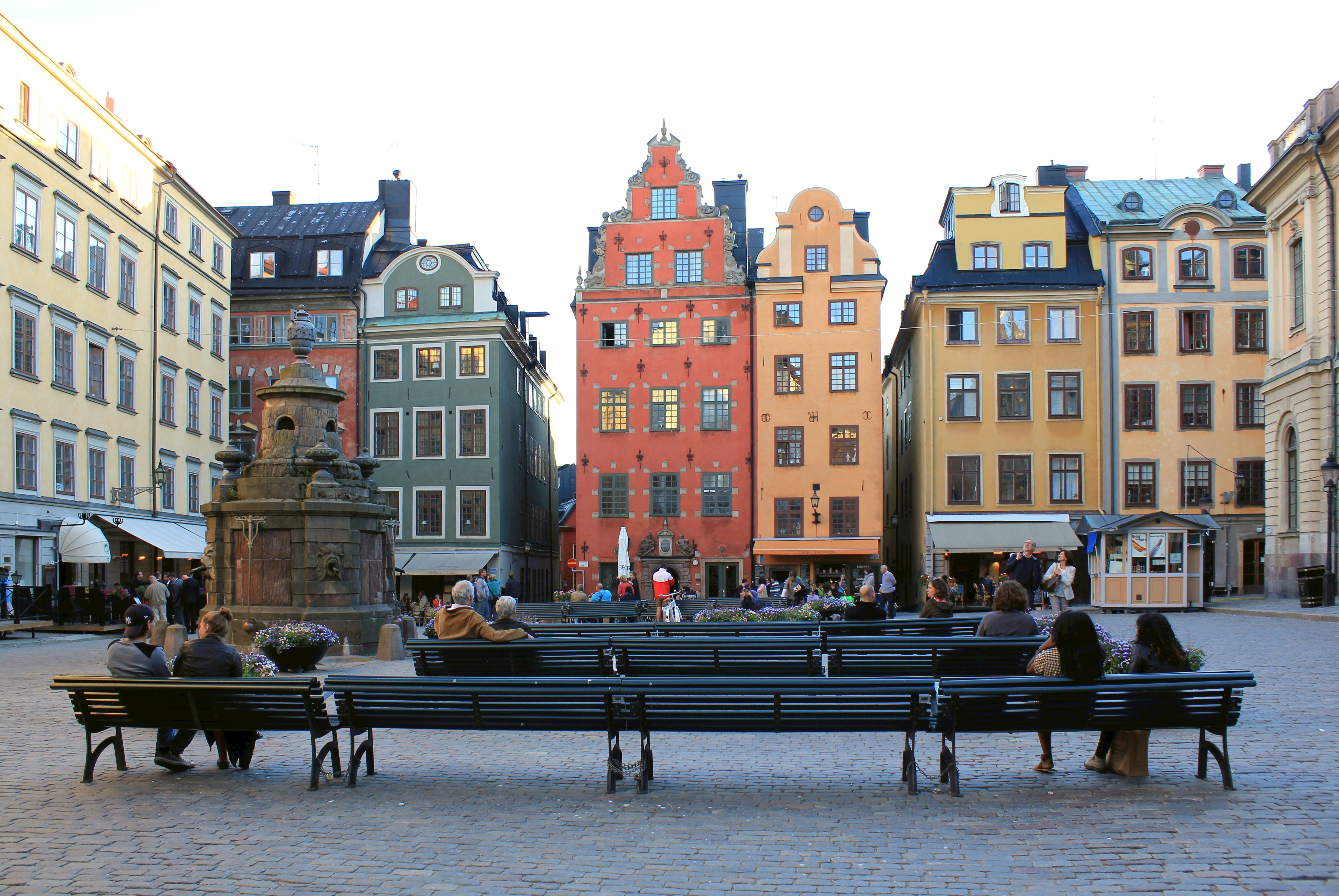
Mål: Stortorget i Gamla Stan.

Promenaden börjar i Vällingby Centrum. Centrumanläggningen är en del av ABC-staden (Arbetsplatser, Bostäder, Centrum) Vällingby som invigdes 1954. Som Sveriges första ABC-stad fick förorten Vällingby stor uppmärksamhet, även internationellt.
Stråket går mot sydost genom Beckomberga och småhusområdet Norra Ängby som blev Stockholms största småhusområde med 1 320 egna hem, uppförda under åren 1930-1941 som självbyggeri efter typritningar upprättade av arkitekt  Edvin Engström och under Stockholms fastighetskontorets regi. Stadsplaneförslaget för Norra Ängby presenterades 1930 och var signerat av stadsplanedirektören Albert Lilienberg och planarkitekten Thure Bergentz. 
Vandringen fortsätter vidare mot sydost och förbi Kyrksjön med Kyrksjölötens naturreservat som bildades 1997. Därefter svänger stråket söderut och man passerar Nya Elementars gymnasium och Bergslagsvägen och når sedan Åkeshovs slott som på 1720-talet fick sitt nuvarande utseende. Här finns slottsträdgård och orangeri, samt växthus med utställningar och ett kafé.
Gå sedan genom Åkeshov eller längs med Bergslagsvägen österut till Brommaplan och därefter på småvägar till Lillsjön. I bakgrunden syns Ulvsunda kvarn, en av Stockholms väderkvarnar. Här hörs buller från lågt flygande plan som skall till och från Bromma flygplats. Vid Lillsjöns östra sida går en gångtunnel under Ulvsundavägen som följer den smala kanalen mot Ulvsundasjön. Längst inne i viken ligger Ulvsunda slott som uppfördes 1644–1647 på initiativ av fältmarskalken Lennart Torstenson. Slottet är numera privatägd och nyttjas som bland annat hotell.
Vällingbystråket sträcker sig nu längs med Ulvsundasjöns södra sida, förbi den nya Ulvsundabrons södra brofäste och den lilla Margretelunds gård från omkring 1830-talet samt Johannelunds gård, uppförd 1798. Därefter följer stadsdelarna Traneberg med sina smalhus från 1930- och 40-talen samt Minneberg vars bostadshus byggdes på 1980-talet. Man går sedan upp för Svartviksvägen med den ännu bevarade Tranebergs gård vars nuvarande byggnad tillkom i början av 1800-talet. 
En vidsträckt utsikt över Essingefjärden får man från Tranebergsbron som uppfördes i början av 1930-talet efter av Paul Hedqvist och David Dahl. Bron är totalt 450 meter lång och kompletterades mellan 1999 och 2005 med ett tredje brospann. Tranebergsbron hade, när den byggdes, världens längsta brobåge gjuten i betong, med en spännvidd av 181 meter.
Sista biten av Vällingbystråket in mot Stockholms centrala delar är gemensam med Hässelbystråket. Man har nu nått västra Kungsholmen och stadsdelen Fredhäll som bebyggdes i början av 1930-talet efter ritningar av bland andra arkitekterna Carl Åkerblad, Björn Hedvall och Sven Wallander. Den senare ritade flera tjockhus för HSB, vars chefsarkitekt han var. 
Gångstråket rundar stadsdelen Marieberg i söder med utsikt över Mälaren. På Mariebergs kulle reser sig flera för Stockholms stadsbild karakteristiska höghus: DN-skrapan, SvD-huset samt bostadshusen Bacon-Hill och Dragspelshuset. I den senare hade förre statsministern Tage Erlander en femrummare, därför kallas byggnaden även Erlanderhuset. Inne i berget gömmer sig Riksarkivets klimatiserade magasin. Nere vid stranden ligger Italieninspirerade Villa Adolfsberg från 1851 och Triewalds malmgård som har sitt namn efter uppfinnaren och konstruktören Mårten Triewald. Det följer Smedsuddsbadet och Rålambshovsparken. Parken har sitt namn efter Rålambshovs gård, en av Stockholms malmgårdar som ligger tätt intill Västerbron (invigd 1935). Gården uppfördes år 1801 efter arkitekt Carl Christoffer Gjörwells ritningar. 
Vandringen fortsätter längs Riddarfjärden och Norr Mälarstrand respektive Norr Mälarstrands strandpromenad österut. Strandpromenaden anlades 1941–1943 av dåvarande stadsträdgårdsmästaren Holger Blom och hans medarbetare Erik Glemme, i den då rådande parkstilen, som blev känd under namnet Stockholmsstilen. Där Norr Mälarstrand tar sin början reser sig Stockholms stadshus. Stadshuset ritades av Ragnar Östberg och invigdes den 23 juni 1923. Byggnaden räknas som ett av landets främsta verk i den nationalromantiska arkitekturstilen. Stockholms stadshus har blivit internationellt känt bland annat genom dess användning som inramning för de årligen återkommande Nobelfestligheterna. Sista delen av den 13 kilometer långa vandringen går över Centralbron och in till Stortorget i Gamla stan.

## Bilder

Byggnader
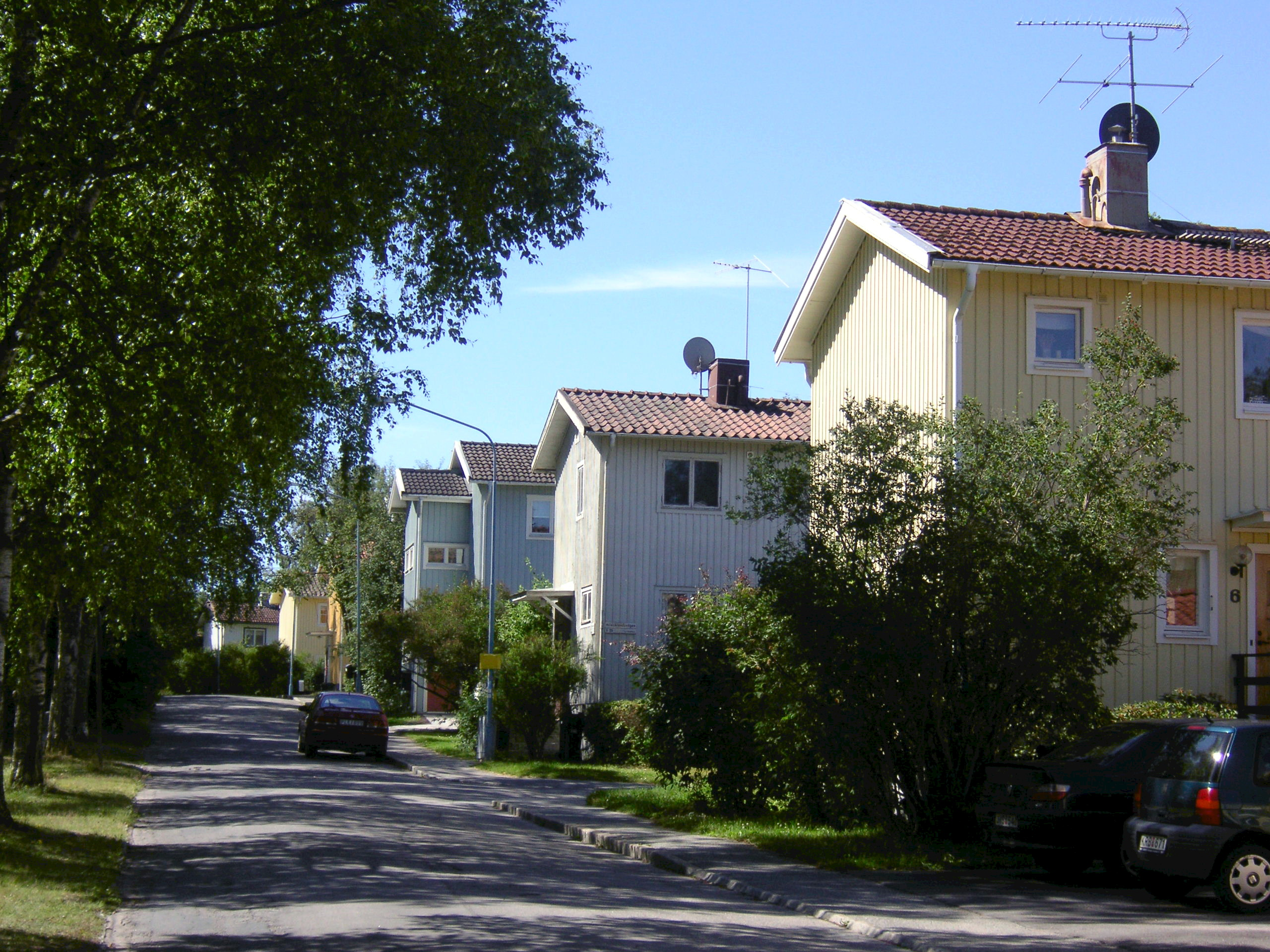
Norra Ängby
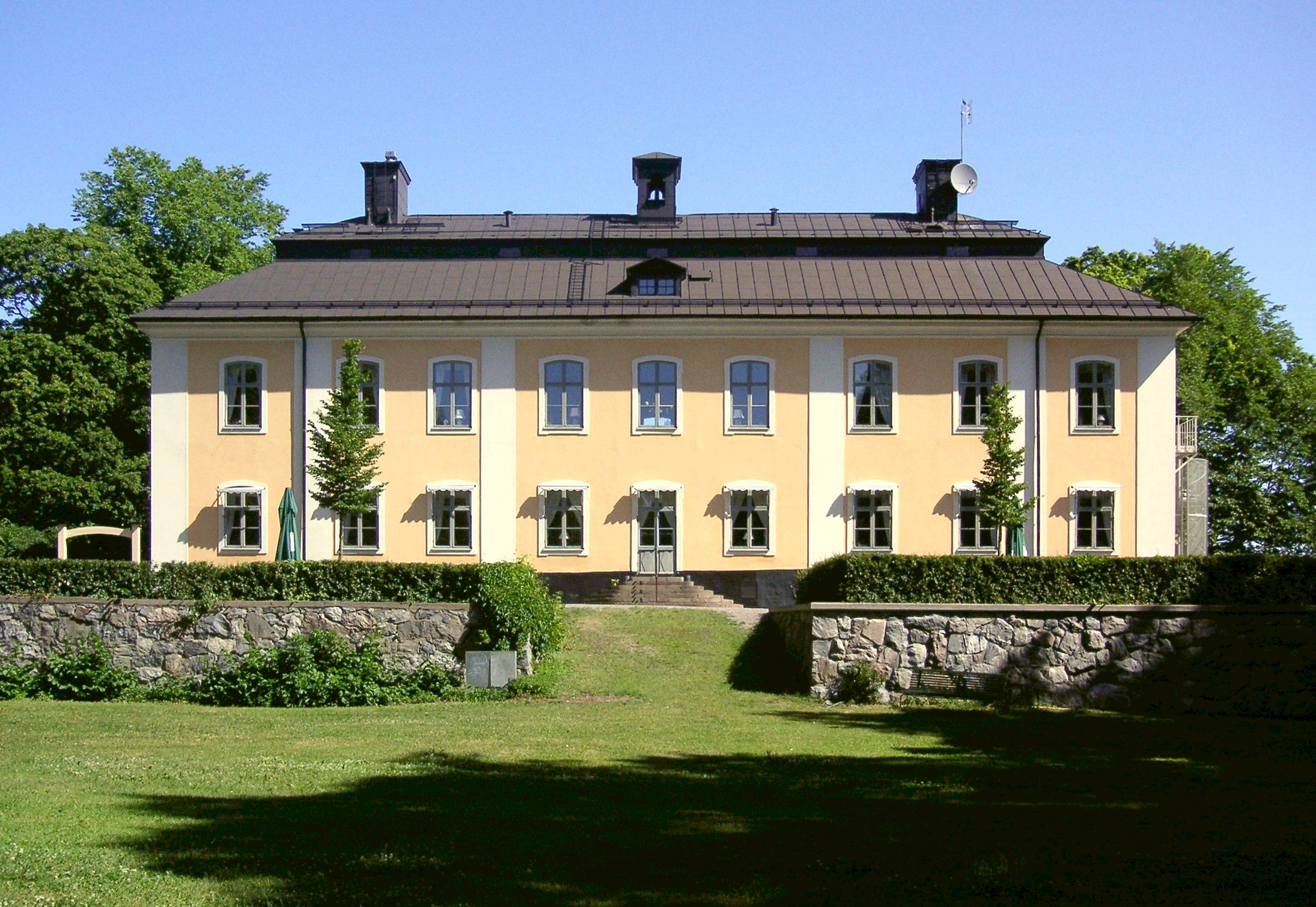
Åkeshovs slott
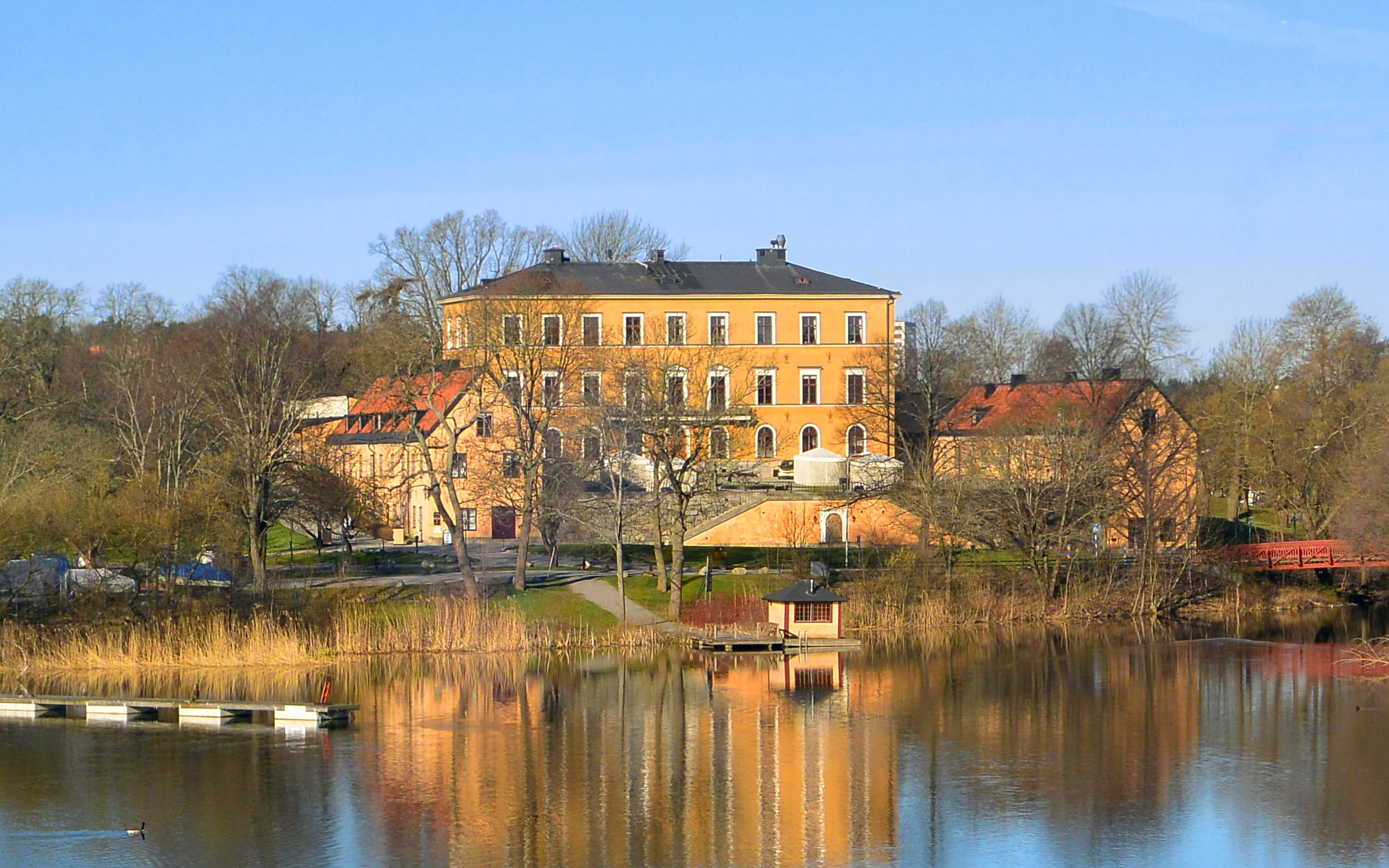
Ulvsunda slott
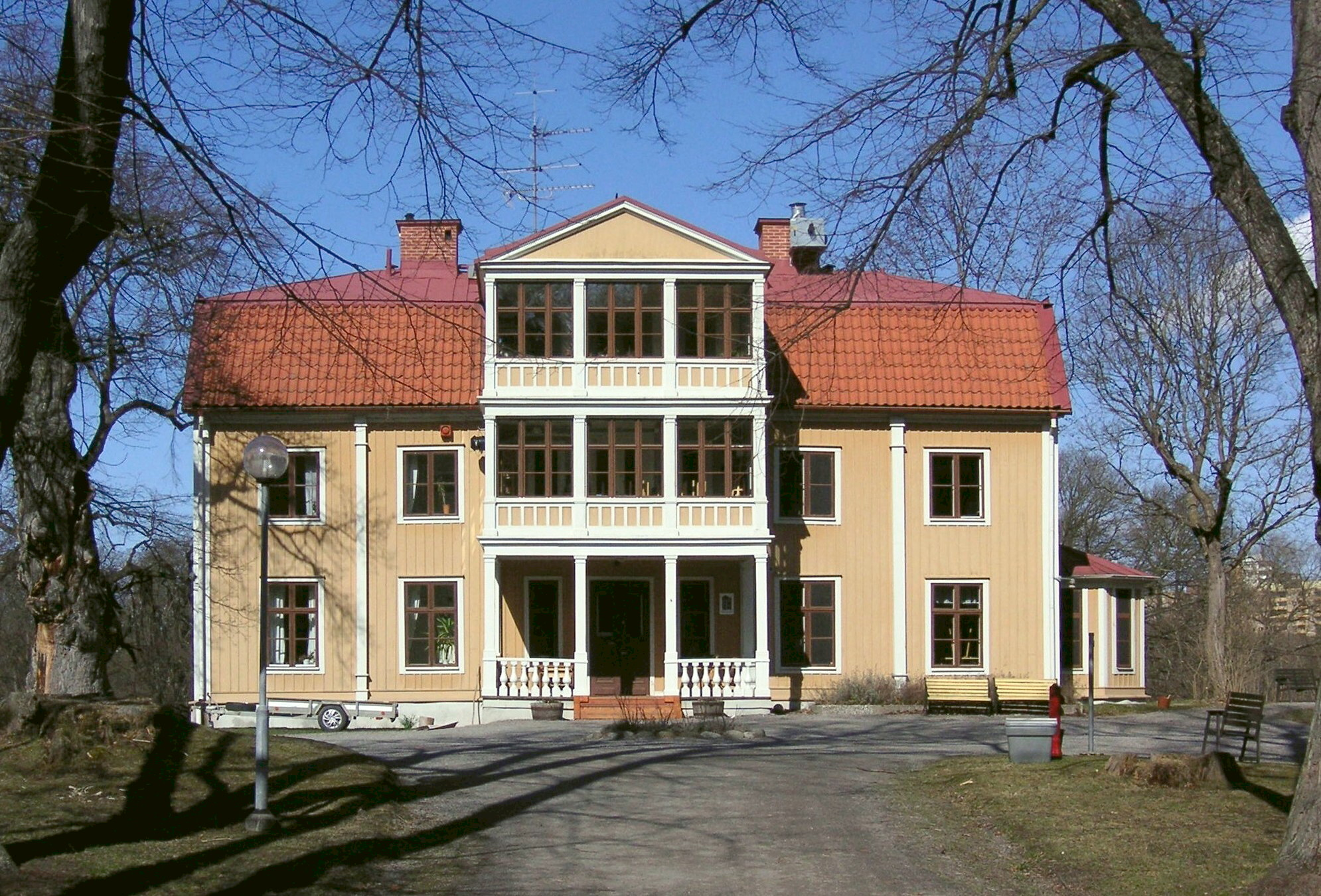
Johannelunds gård
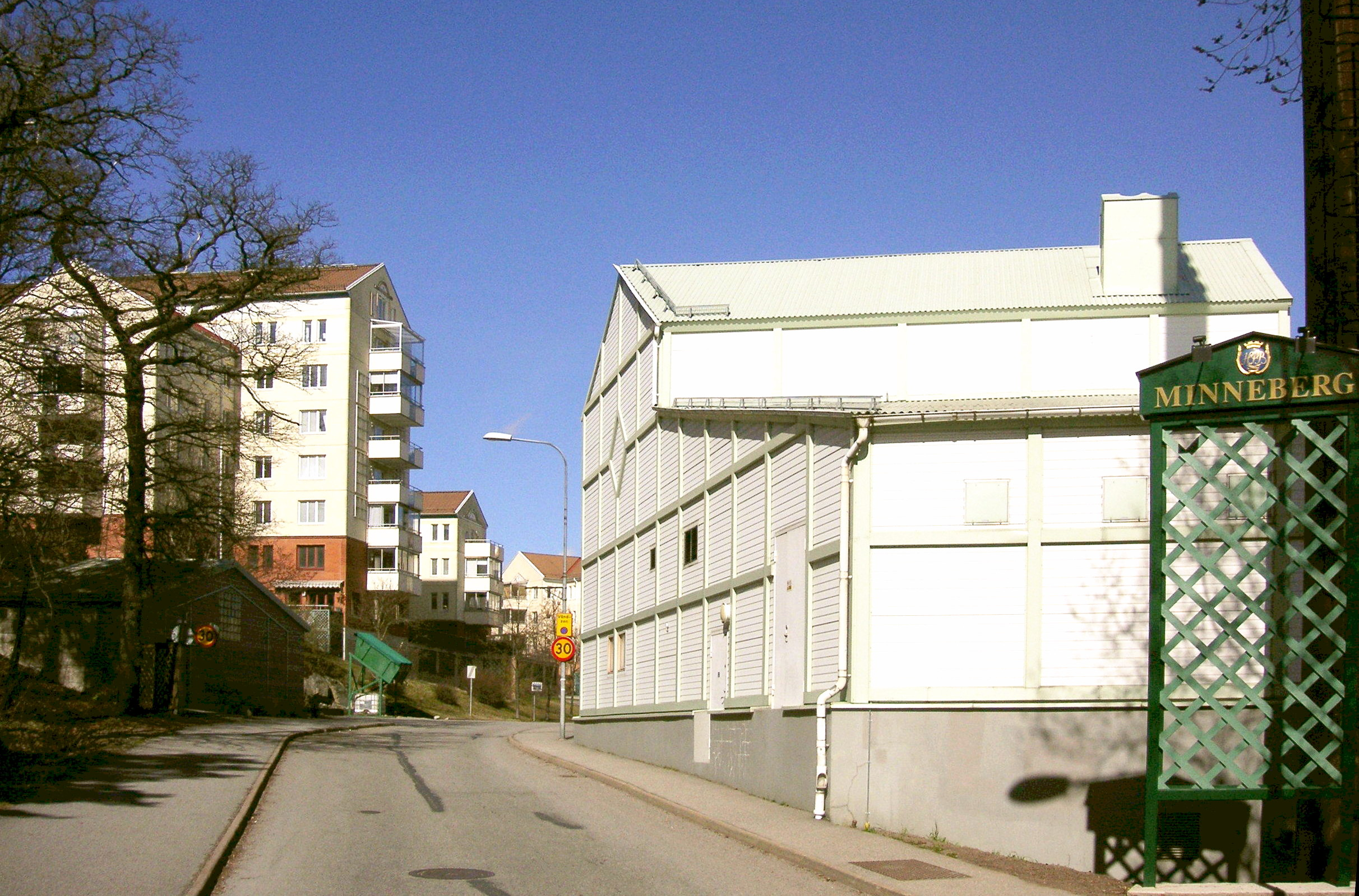
Minneberg
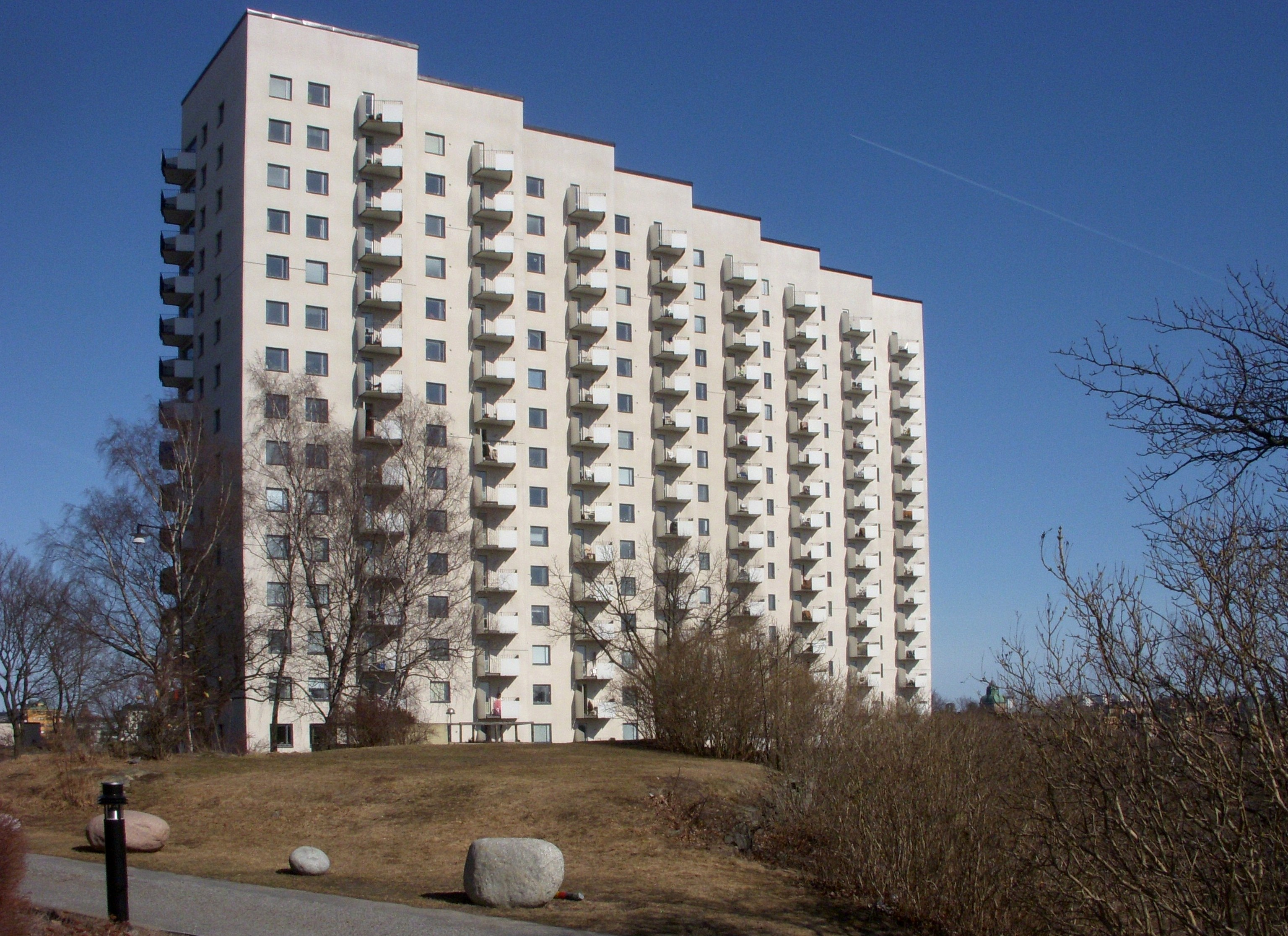
Erlanderhuset
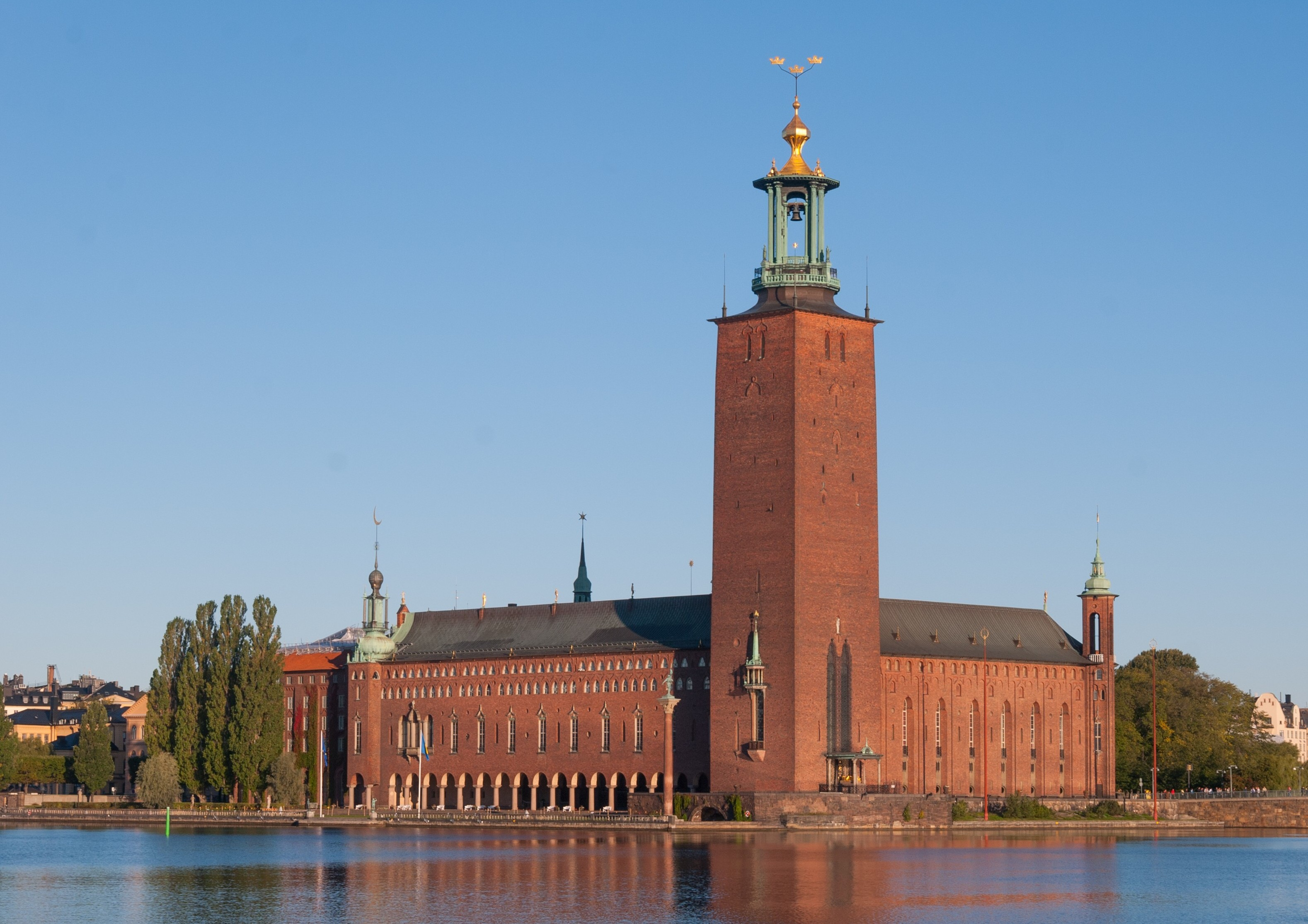
Stockholms stadshus

Natur och parker
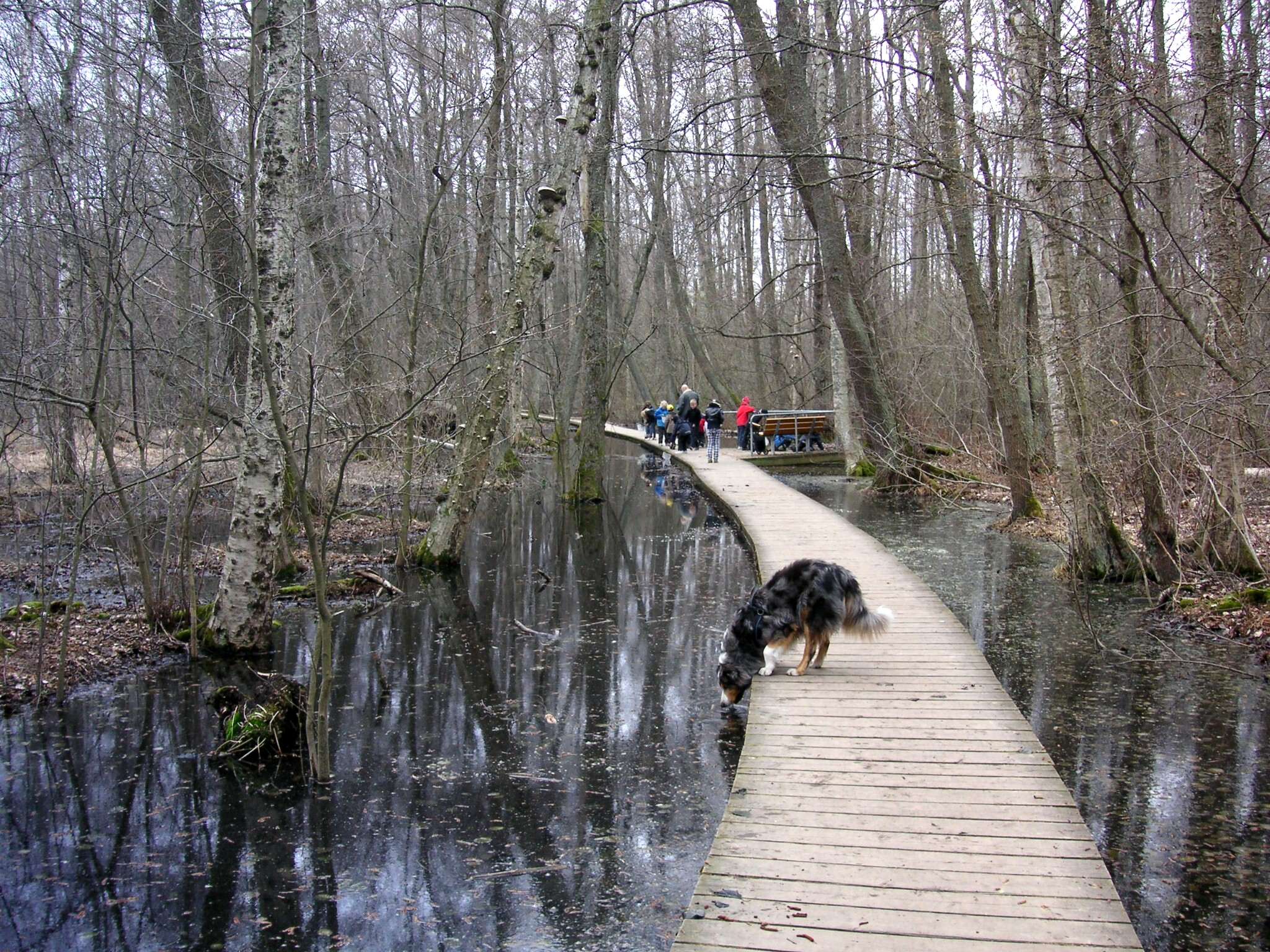
Kyrksjölötens naturreservat
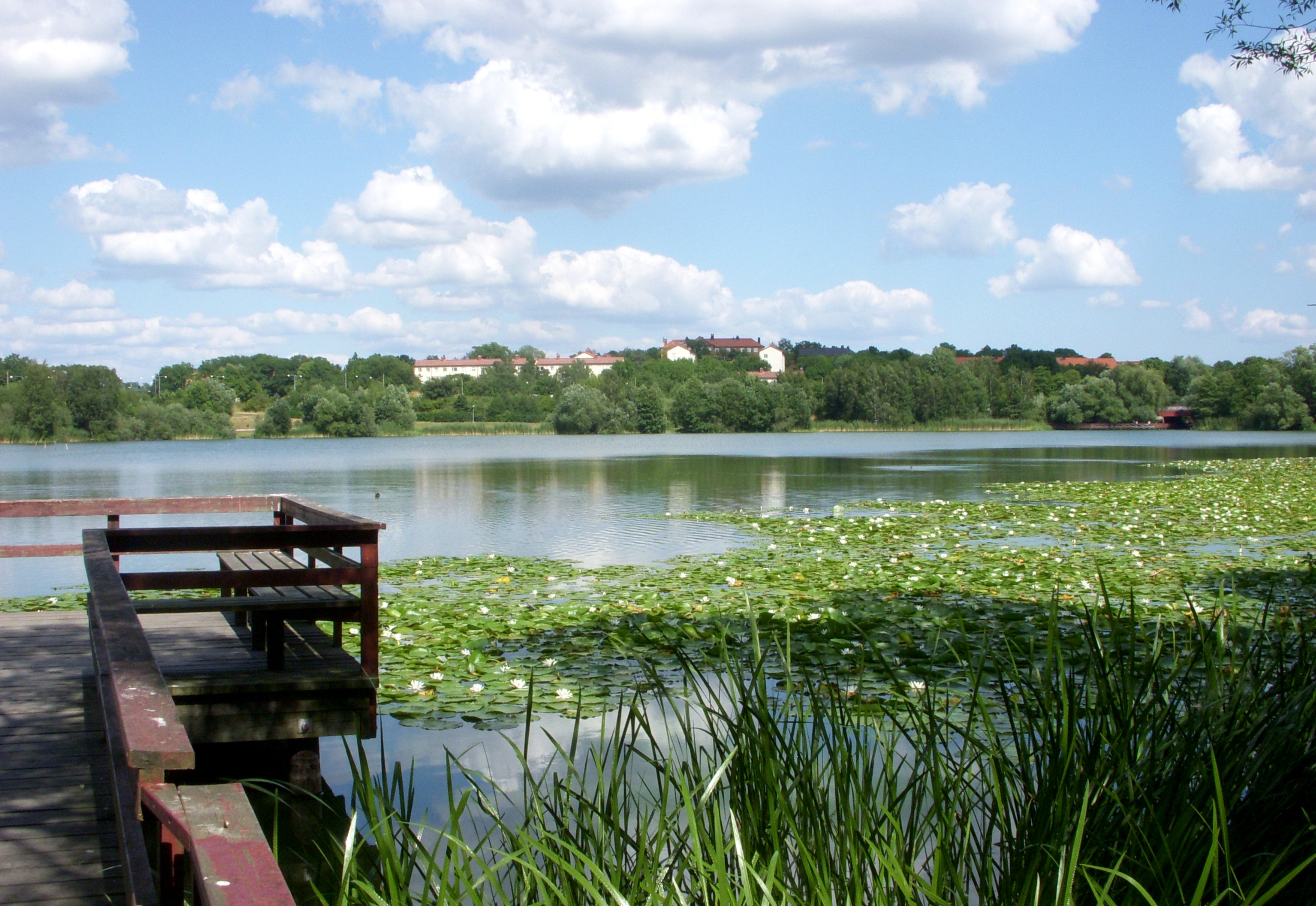
Lillsjön
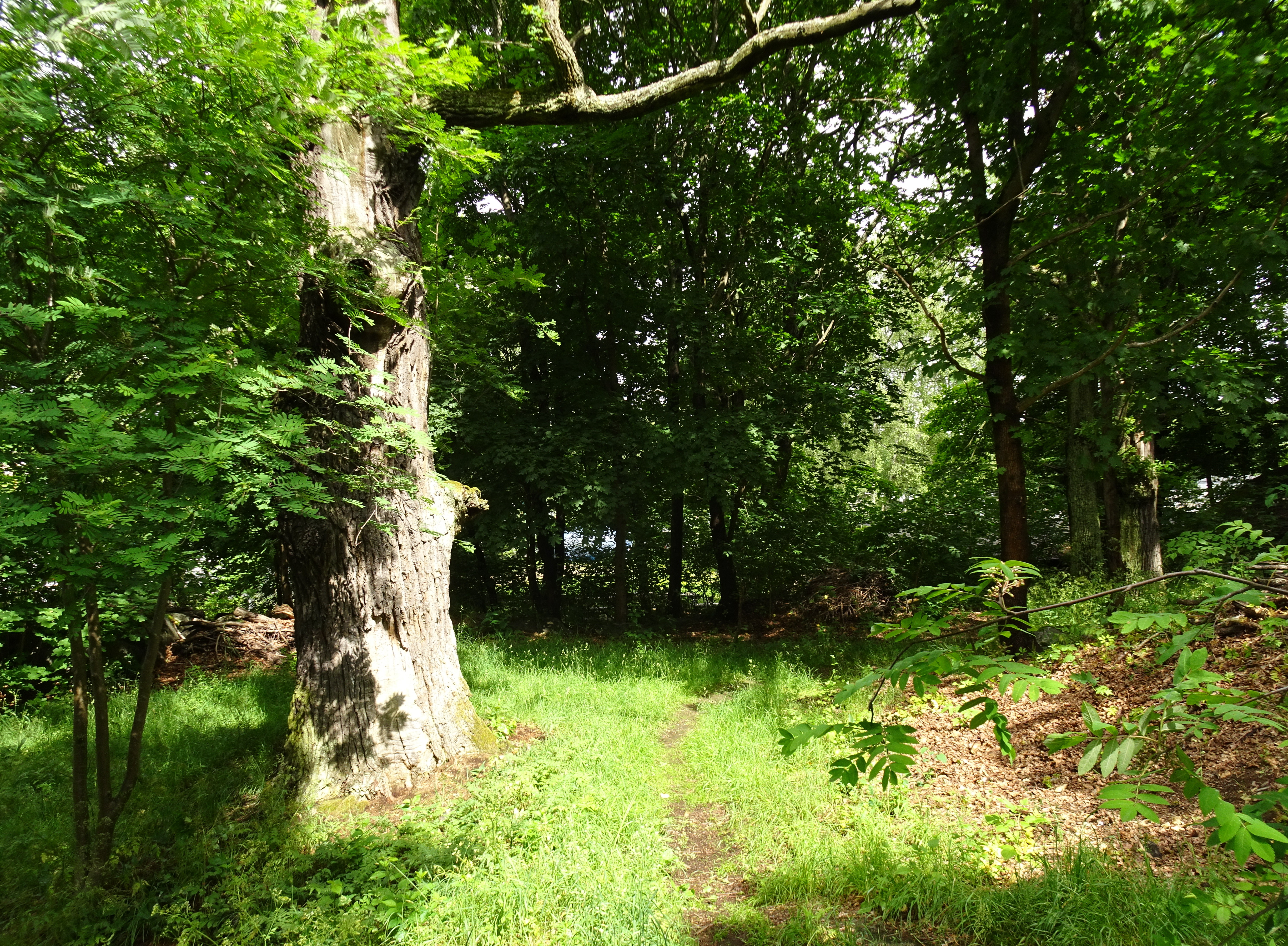
Margretelundsbacken
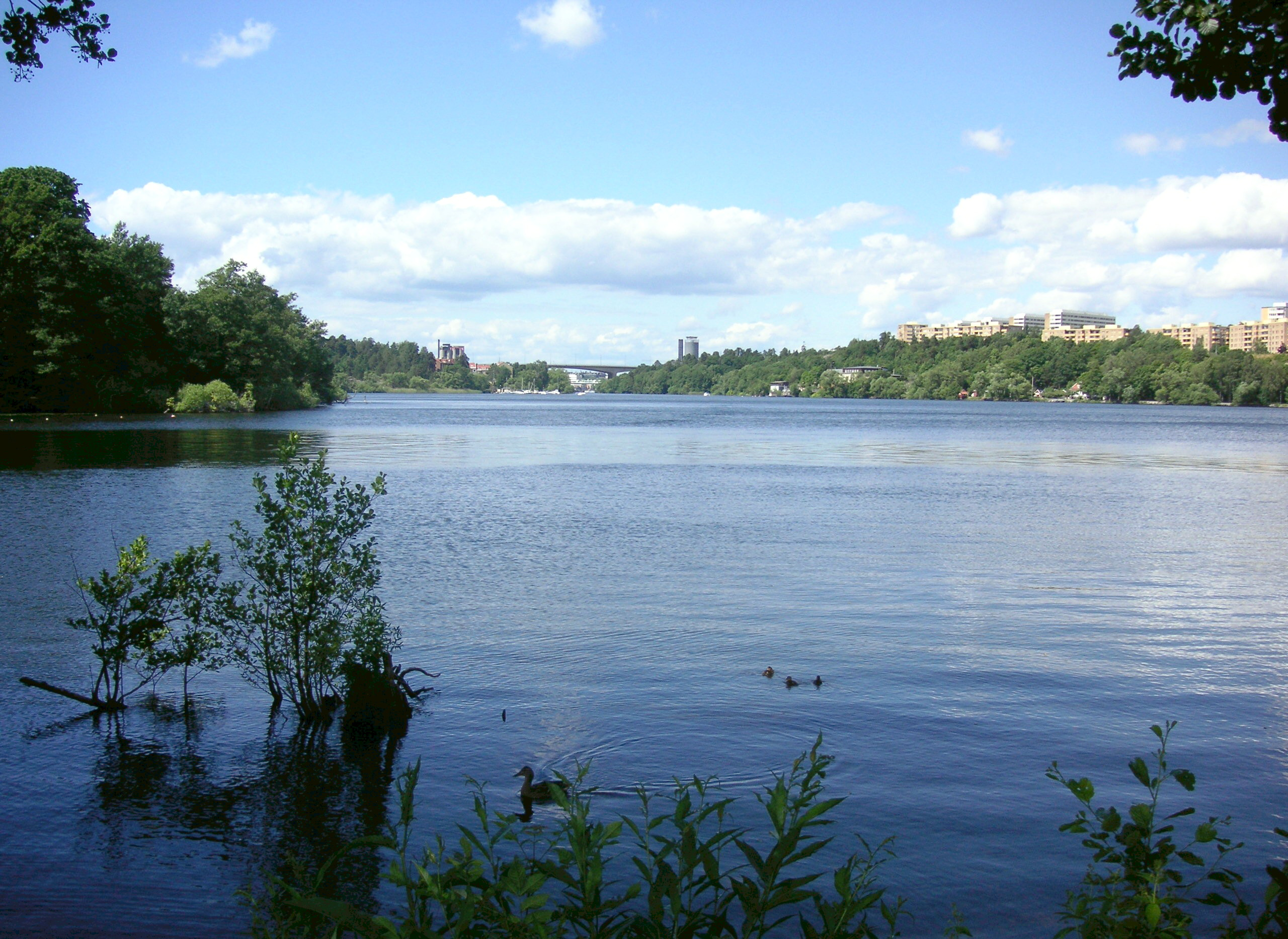
Ulvsundasjön
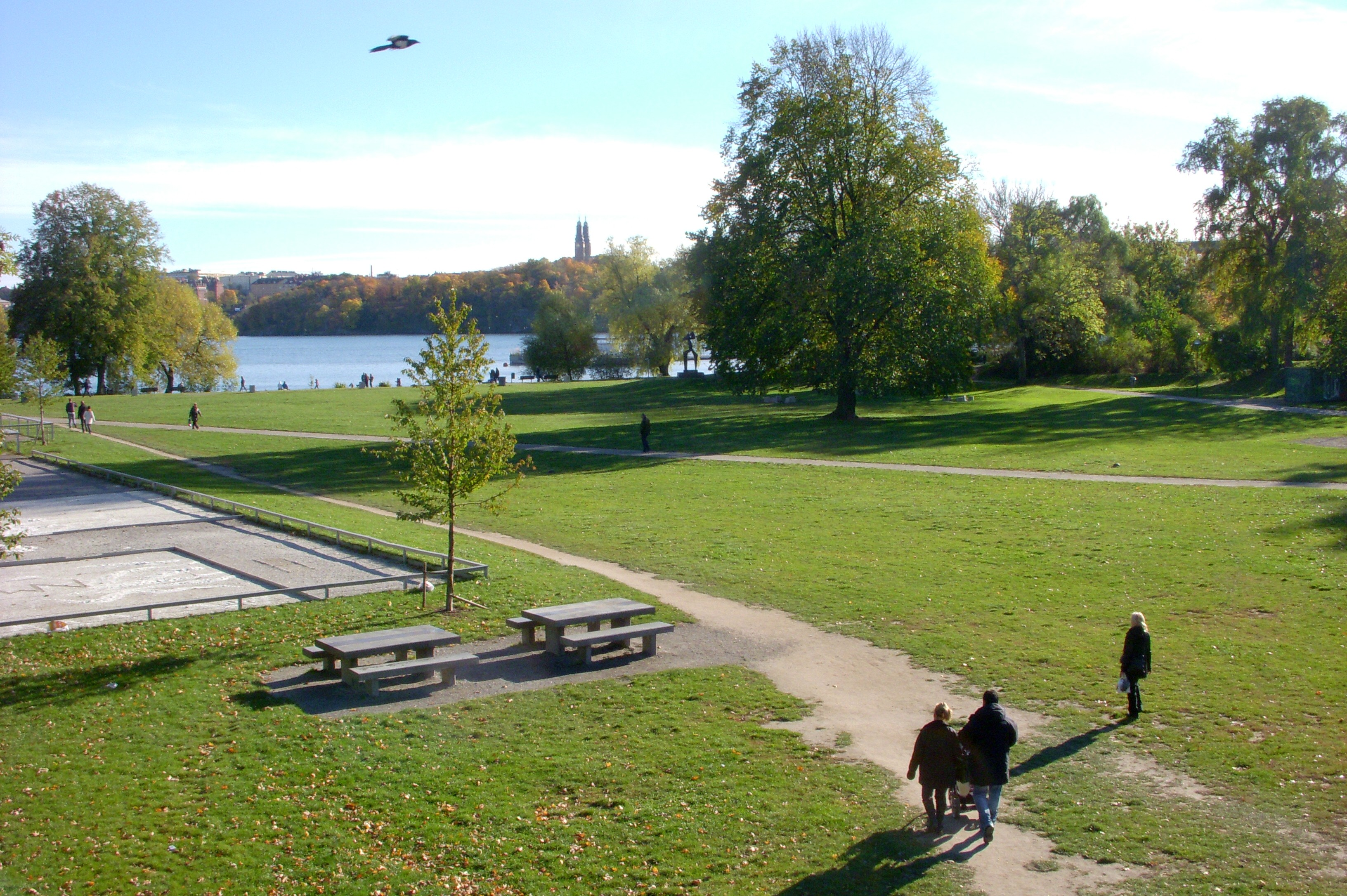
Rålambshovsparken
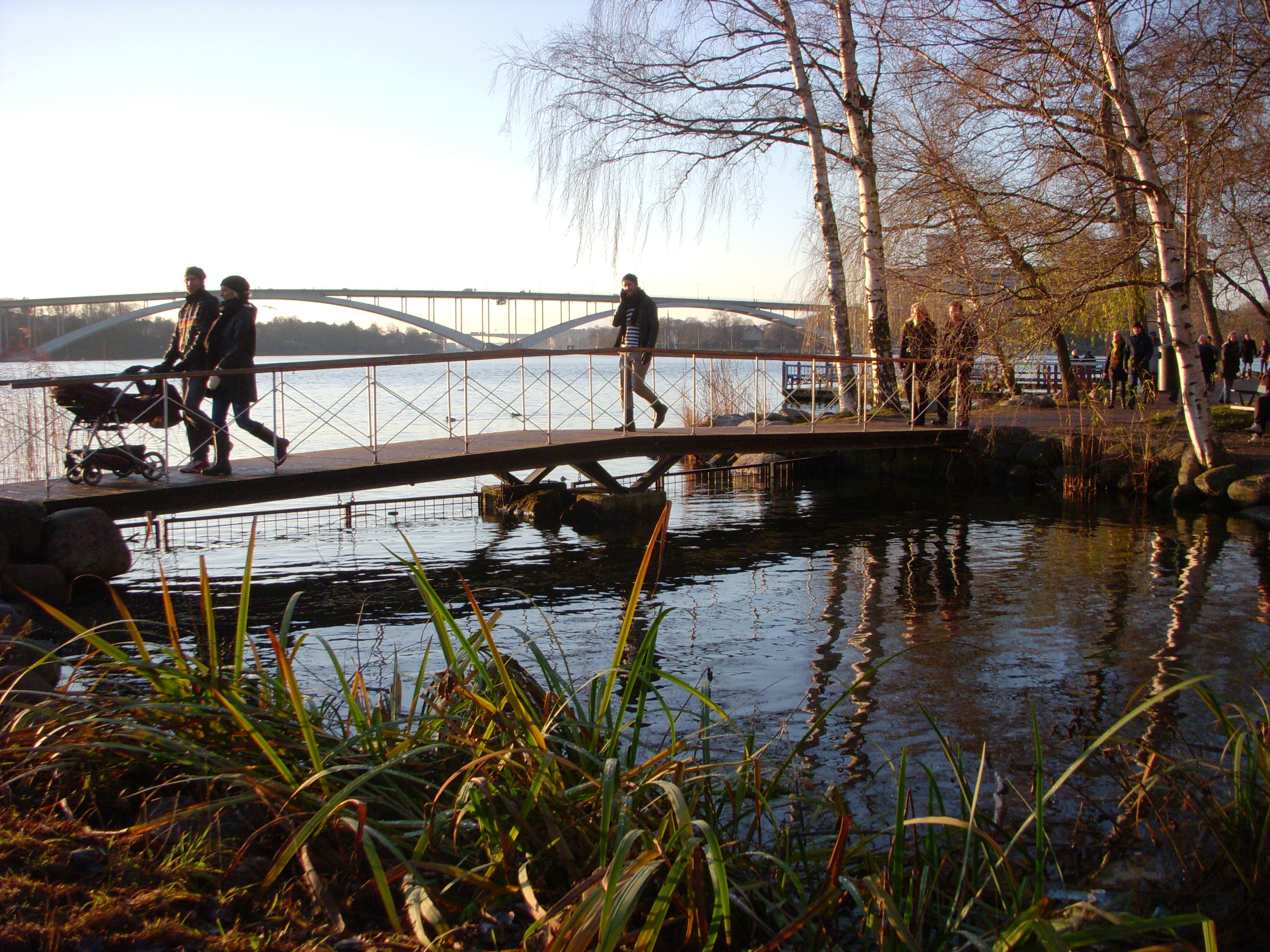
Norr Mälarstrands strandpromenad
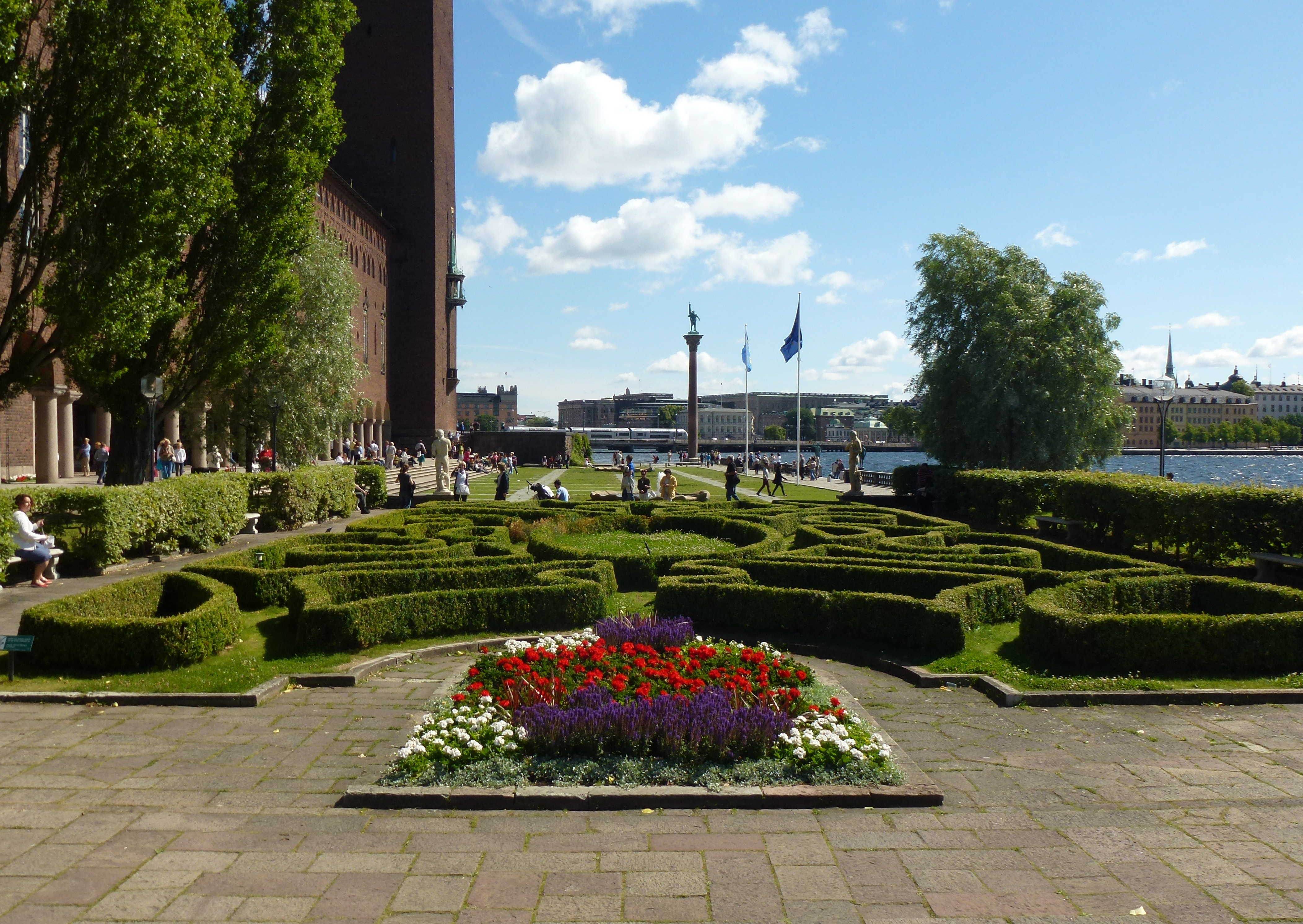
Stadshusparken